# مایکروسافت
مایکروسافت یا میکروسافت، (به انگلیسی: Microsoft) (گرفته‌شده از Microcomputer software) شرکت فناوری چندملیتی آمریکایی است که دفتر مرکزی آن در شهر ردموند در نزدیکی سیاتل واقع در ایالت واشینگتن قرار دارد. مایکروسافت در سال ۲۰۱۶، رتبه نخست در فهرست بزرگ‌ترین شرکت‌های نرم‌افزاری بود و به انتشار کتاب، تولید محصولات چندرسانه‌ای و ارائه خدمات پست الکترونیکی نیز می‌پردازد.
ارزش مایکروسافت در سال ۲۰۱۹ از مرز یک تریلیون دلار آمریکا گذشت تا در کنار شرکت‌های آمازون و اپل تنها شرکت‌هایی باشند که ارزش آنان از یک تریلیون دلار گذشته‌است.
این کورپوریشن در سال ۲۰۲۲ شرکت اکتیویژن بلیزارد را با قیمت ۶۸٫۷ میلیارد دلار خریداری کرد که در نهایت، این خرید در سال ۲۰۲۳ تأیید شد.
مایکروسافت در سال مالی ۲۰۱۰ بیش از ۶۲ میلیارد دلار درآمد فروش، بیش از ۱۰ میلیارد دلار سود خالص و ۸۹٬۰۰۰ کارمند در کشورهای مختلف جهان داشت. فعالیت اصلی آن در زمینهٔ طراحی، توسعه، ساخت، صدور مجوز، پشتیبانی و ارائهٔ خدمات نرم‌افزاری برای ابزارهای رایانه‌ای است.
پرفروش‌ترین محصولات مایکروسافت، سیستم‌عامل مایکروسافت ویندوز و نرم‌افزار مایکروسافت آفیس است و شعار اصلی شرکت «یک رایانه روی هر میز، در هر خانه» می‌باشد. این دو محصول با سهمی حدود ۹۰٪ در سال ۲۰۰۳ برای مایکروسافت آفیس و در سال ۲۰۰۶ برای ویندوز جایگاه مهمی در بازار فروش محصولات رایانه‌های شخصی و رایانه‌های رومیزی پیدا کردند.
مایکروسافت که نخست کار خود را توسط دو دوست دوران کودکی به نام‌های بیل گیتس و پُل آلن با ساخت و فروش مفسر زبان برنامه‌نویسی بیسیک برای آلتایر شروع کرد. در اواسط دههٔ ۱۹۸۰ با طراحی سیستم‌عامل داس بر بازار سیستم‌های عامل رایانه‌های شخصی مسلط شد.
این شرکت سپس سهام خود را وارد بورس کرد، که با افزایش ارزش سهام، چهار نفر میلیاردر و حدود ۱۲٬۰۰۰ نفر از کارکنان مایکروسافت، میلیونر شدند.
مایکروسافت همواره هدف نقدهای مختلفی از جمله انحصارطلبی بوده، که موجب تشکیل دادگاه‌های قضایی بسیاری علیه آن، به علت تجاوز از قوانین انحصار، در وزارت دادگستری ایالات متحده آمریکا و کمیسیون اروپا شده‌است.
مایکروسافت به‌جز بازار سیستم‌عامل و نرم‌افزار اداری، در زمینه‌های دیگر هم فعالیت می‌کند مانند شبکه تلویزیونی ام‌اس‌ان‌بی‌سی، سایت اینترنتی «ام‌اس‌ان»، همچنین در زمینه تولید سخت‌افزار رایانه با ساخت محصولاتی مانند موشواره و نیز سرگرمی‌های خانگی، از جمله ایکس‌باکس، ایکس‌باکس ۳۶۰ شرکت تیک تو و زون نیز می‌پردازد. مایکروسافت از گذشته تاکنون با استفاده از روش‌های مختلف مانند گروه خبری یوزنت و وب، پشتیبانی از نرم‌افزارهای خود را همواره ادامه داده‌است و جایزهٔ «ام‌وی‌پی» را به داوطلبانی که در کمک به مشتریان شرکت مفید بوده باشند، اهدا می‌کند.
در آوریل ۲۰۱۴ میلادی مایکروسافت شرکت فنلاندی تولید تلفن همراه نوکیا را به قیمت هفت و نیم میلیارد دلار آمریکا برای ده سال خرید. بدین ترتیب تولید گوشی‌های تلفن همراه توسط شرکت نوکیا برای ده سال به مایکروسافت واگذار شد.

## تاریخچه

### تاریخچه اولیه
پل آلن و بیل گیتس، دوستان دوران کودکی بودند که با شور و شوق فراوانی برای رایانه برنامه‌نویسی می‌کردند و به دنبال ایجاد یک کسب و کار بودند. در ژانویه ۱۹۷۵، سامانه‌های تله میتری (Micro Instrumentation and Telemetry Systems, MITS) به نام آلتیر ۸۸۰۰ از شرکت میکرو تولید شد. پائول آلن متوجه شد که آن‌ها می‌توانند برای التیر ۸۸۰۰، Basic بسازند. رایانه التیر ۸۸۰۰ (Altair 8800) حاصل خلاقیت اد رابرتز (Ed Roberts)، مهندس بازنشسته نیروی هوایی آمریکا بود؛ و پس از تماس با بیل گیتس آن‌ها از این شرکت تقاضای استخدام کردند. پائول آلن به عنوان شبیه‌ساز و بیل گیتس به عنوان مترجم استخدام شدند. پس از تولید Basic، میکرو دستگاه آتاری Basic را تولید کرد و بازاریابی کرد. سرانجام در تاریخ ۴ آوریل ۱۹۷۵، شرکت مایکروسافت با مدیر عاملی بیل گیتس تأسیس شد. در اوت ۱۹۷۷، مایکروسافت با مجله اسکی در ژاپن توافق کرد و در نتیجه نخستین دفتر بین‌المللی خود را در ژاپن تأسیس کرد. مایکروسافت در ژانویه ۱۹۷۹، به یک مرکز جدید در واشینگتن در ایالات متحده آمریکا نقل مکان کرد.
مایکروسافت با سیستم عامل خود در سال ۱۹۸۰ یعنی زنیکس، وارد بازار کار سیستم عامل شد. سپس مایکروسافت سیستم عامل MS-DOS را تولید کرد. سرانجام مایکروسافت در مذاکرات با تحقیقات دیجیتال شکست خورد و در نوامبر ۱۹۸۰ سیستم عامل جدیدی با نام CP/M تولید کرد که در آینده در رایانه‌های شخصی مورد استفاده قرار گرفت. مایکروسافت با درآمدهای بسیارش ۲۱۰ شرکت را خرید و هم چنین یک بخش چاپ و نشر به نام مایکروسافت پرس تولید کرد. سرانجام پائول آلن در ماه فوریه پس از مبتلا شدن به بیماری هوج کین استعفاء داد.

### آغاز فعالیت‌ها

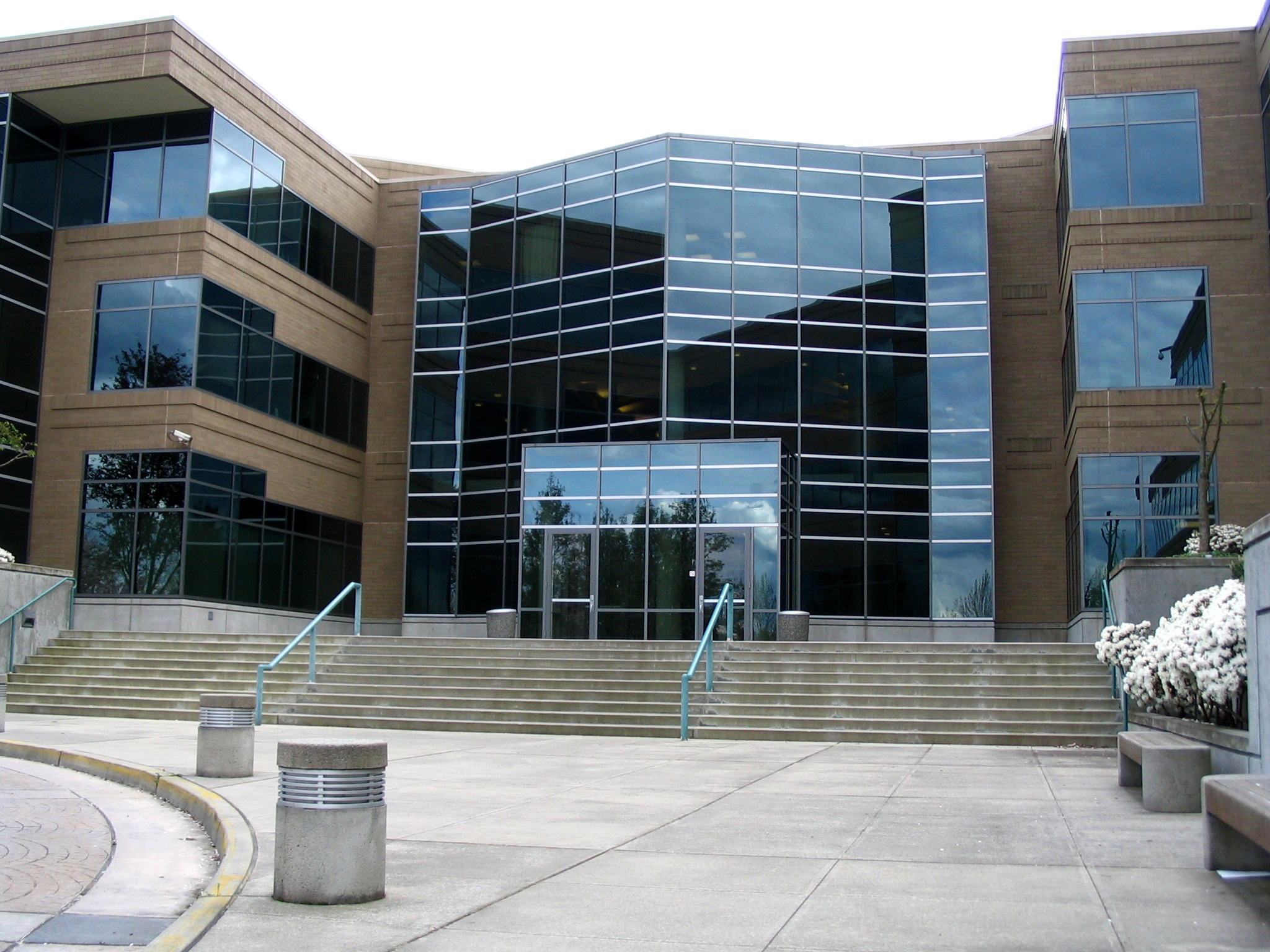
ورودی ساختمان شماره ۱۷ در محوطه اصلی شرکت در ردموند.

در ۱۹۹۴ مایکروسافت انکارتا را به راه انداخت که نخستین دانشنامه قابل اجرا روی رایانه بود. مایکروسافت با همکاری دریم ورکس در سال ۱۹۹۵ برای تولید سرگرمی‌های چندمنظوره یک شرکت جدید تأسیس کردند.
پیش از ارائه ویندوز ۹۵، مایکروسافت یک شرکت تجارت محور قلمداد می‌شد اما ویندوز ۹۵ موجب شد که دیگر آن را یک شرکت مشتری محور بدانند. در سپتامبر ۱۹۹۵ دولت چین ویندوز را به عنوان سیستم‌عامل رسمی کشورش انتخاب کرد و از مایکروسافت خواست نسخه چینی ویندوز را برایشان آماده کند.
اواسط دهه ۹۰ (میلادی) بیل گیتس تصمیم گرفت مایکروسافت را وارد دنیای اینترنت کند و "MSN" به وجود آمد. این یک سرویس آنلاین بود که قرار بود با آمریکن آنلاین (Aol) رقابت کند. پس با همکاری ان‌بی‌سی، ایستگاه کابلی خبری «MSNBC» و مجلهٔ آنلاین «Slate» به سردبیری مایکل کینسلی را تأسیس نمود. راه‌اندازی وب‌تی‌وی که امکان اتصال تلویزیون به شبکه را فراهم می‌کرد، از دیگر اقدامات مایکروسافت در سال ۱۹۹۶ بود.

### فعالیت‌های مستمر

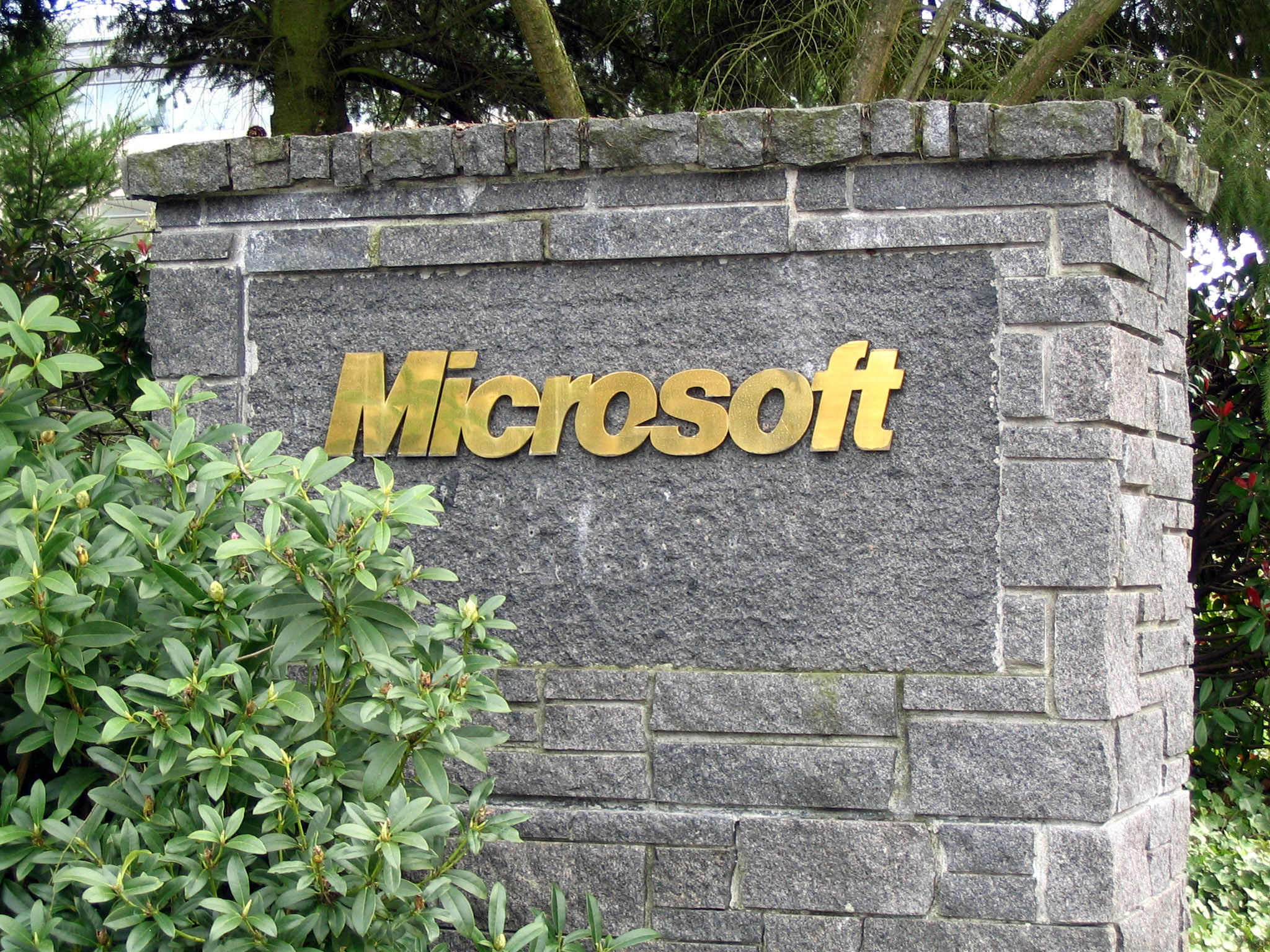
آرم شرکت مایکروسافت در ورودی اصلی محوطه شرکت. محوطه اصلی شرکت

در ۱۹۹۷ اینترنت اکسپلورر ۴ همراه ویندوز به بازار آمد. اما دادگستری آمریکا به این دلیل که مایکروسافت با این کار از توافق‌نامه‌ای که در سال ۱۹۹۴ امضاء کرده، تخطی نموده‌است، از آن‌ها خواست که دیگر اینترنت اکسپلورر و ویندوز را همراه هم به بازار نفرستند.
در سال ۱۹۹۸، ویندوز ۹۸ به همراه اکسپلورر SP۴/۰ SP۱ و FAT۳۲ به عنوان فایل سامانه عرضه گشت. در عین حال، جنجال‌های زیادی در پی افشای یادداشت‌های داخلی مایکروسافت در اینترنت به وجود آمد: «نرم‌افزارهای اوپن سورس تهدیدی جدی برای مایکروسافت به حساب می‌آیند.» این اسناد که به اسناد هالووین معروف شده‌اند، بخشی از این خطرات را عنوان کرده و در عین حال از فعالیت‌های مایکروسافت علیه لینوکس پرده برمی‌دارد. مایکروسافت نیز ضمن این که به صحت این اسناد اعتراف کرد، آن‌ها را صرفاً تحقیقات مهندسی دانست.

### دیگر فعالیت‌ها
در آوریل ۲۰۰۰ حکم پرونده ایالات متحده و مایکروسافت صادر شد. این حکم شرکت را مجبور می‌کرد که به دو پاره تقسیم شود. البته بخشی از این تصمیم در دادگاه استیناف لغو شد. مایکروسافت که اهداف تجاری و خانگی را توأمان نشانه رفته بود، ویندوز ایکس پی را سال ۲۰۰۱ آماده کرد. مایکروسافت برای رقابت با سونی و نینتندو، با سرمایه‌گذاری میلیاردی و تولید و پخش اکس‌باکس وارد عرصه بازی‌های رایانه‌ای شد.
تا سال ۲۰۰۵، اکس‌باکس در بازار فروش آمریکا در رده دوم پس از پلی استیشن ۲ سونی و قبل از گیم کیوب نینتندو قرار داشت. (در بازار جهانی پس از هر دو بود) اما با این وجود، با فروش ۲۲ میلیون دستگاه در مقایسه با فروش بیش از ۱۰۰میلیون دستگاه پلی استیشن ۲، ضرر سنگینی معادل ۴ میلیارد دلار متحمل شده‌است. مایکروسافت در مدت ۳ سال کار ساخت «NET.» مقدماتی و سرور ویندوز ۲۰۰۳ را هم به پایان رساند.
در سال ۲۰۰۴ به دنبال شکایت اتحادیه اروپا، مایکروسافت به پرداخت ۶۱۳ میلیون دلار جریمه محکوم شد و متعهد گردید که توافقات قطعی خود با سایر رقبا را افشا کند. همچنین ملزم شد نسخه‌ای از ویندوز را تهیه و آماده کند که فاقد مدیا پلیر باشد.

## اکس‌باکس
در نوامبر ۲۰۰۵، مایکروسافت دومین کنسول بازی خود را با نام اکس‌باکس ۳۶۰ به بازار عرضه کرد (لازم است ذکر شود نخستین نسخه کنسول مایکروسافت اکس‌باکس نام داشت) مایکروسافت در زمینه رقابت با کنسول‌های بازی تجربیات خوبی به‌دست آورده بود و این بار کنسولی بسیار کامل‌تر و بهتر نسبت به نخستین کنسول خود به بازار عرضه کرد. اکس‌باکس ۳۶۰ در دو مدل با نام‌های "Premium" و «Core System» عرضه شد. نسخهٔ «اکس‌باکس ۳۶۰ Premium» دارای دسته بی‌سیم، هارد درایو، ریموت کنترل و هدست می‌باشد ولی نسخهٔ «Core System» شامل دسته سیمی و بدون هارد درایو و وسایل جانبی می‌باشد. اکس‌باکس ۳۶۰ تقریباً یک سال زودتر از رقیبان خود یعنی پلی استیشن ۳ و نینتندو Wii به بازار عرضه شد. اکس‌باکس ۳۶۰ پیشرفت‌های زیادی نسبت به کنسول قبلی خود کرده‌است و علاوه بر قدرت سخت‌افزاری، دارای طراحی فوق‌العاده زیبایی می‌باشد. اکس‌باکس ۳۶۰ فروش بسیار بهتری نسبت به کنسول قبلی مایکروسافت داشت. نسخه بعدی اکس‌باکس در تاریخ ۲۲ نوامبر ۲۰۱۳ با نام اکس‌باکس وان وارد بازار شد. در تاریخ ۱۳ ژوئن ۲۰۱۶ اکس‌باکس وان اس با رنگ سفید و ۴۰٪ کوچک‌تر از اکس‌باکس وان معرفی شد. همچنین اکس‌باکس وان ایکس که پیشرفته تر از ایکس باکس‌های قبلی بود و از وضوح ۴کی پشتیبانی می‌کرد در تاریخ ۱۵ ژوئن ۲۰۱۷ عرضه شد. اکس‌باکس سری ایکس هم‌اکنون قوی‌ترین کنسول مایکروسافت است.

## وب‌سایت مایکروسافت
وب‌سایت مایکروسافت (microsoft.com) با بیش از ۱۰۰ میلیون بازدید در روز یکی از پرطرفدارترین وبگاه‌ها در اینترنت است. بنابر اطلاعات وبگاه «الکسا»، وب‌سایت مایکروسافت در ۱۱ مه ۲۰۰۷ رده سیزدهم را در بین وبگاه‌های اینترنتی از نظر شمار بازدیدکننده به خود اختصاص داده‌است.

یکی از اولین صفحه‌های اصلی وب‌سایت مایکروسافت بین آوریل ۱۹۹۴ تا اوت ۱۹۹۵
صفحه اصلی وب‌سایت مایکروسافت در دسامبر سال ۱۹۹۹
صفحه اصلی وب‌سایت مایکروسافت در نوامبر سال ۲۰۰۶
صفحه اصلی وب‌سایت مایکروسافت (انگلستان) از سال ۲۰۰۷ تا اواخر ۲۰۰۸